# Cylindrepomus comis
Cylindrepomus comis là một loài bọ cánh cứng trong họ Cerambycidae.